# Покрајина Малага
Покрајина Малага (шп. Provincia de Málaga) се налази на јужној обали Шпаније, у аутономној заједници Андалузији. Главни град покрајине је истоимени град, Малага. Јужна граница јој је Средоземно море, а од осталих граничи се са покрајинама Кадиз, Севиља, Кордоба и Гранада.
Заузима површину од 7,308 km². Према попису из 2006. године, има 1.491.287 становника од којих 560.631 живи у главном граду Малаги.
Главни извор прихода су индустрија и туризам, и то нарочито због плажа дуж Косте дел Сол (срп. Обала сунца). Ове плаже посећују сваке године милиони европских туриста. Осим плажа, ова планинска покрајина има још интересантних туристичких дестинација, попут теснаца Ел Чоро (шп. El Chorro) или природног парка Торкал (шп. Torcal) у Антекери (шп. Antequera).

## Географија
Највећи део територије покрајине Малага се налази на Бетичким кордиљерима, одвојеним интрабетичком депресијом, која је у овој покрајини позната као Драгуљ Антекере (шп. Joya de Antequera). На западу се налазе Серанија де Ронда и на истоку планине Алмихара, Техеда и Алама. На југу, паралелна са Серанијама де Рондом, налази се Сијера Бермеха.

## Административна подела
Покрајина Малага је подељена на 9 округа :
- Округ Антекера
- Ачаркија-Источна Коста дел Сол
- Западна Коста дел Сол
- Гвадалтеба
- Малага-Коста дел Сол
- Североисточни округ Малага
- Серанија де Ронда
- Округ Сијера де лас Нијевес
- Долина Гвадалорсе

Мелиља је до 1995. године такође била округ покрајине Малага. Од 1995. је аутономни град.

## Демографија

### Највеће општине према броју становника
| Општина                | Становништво (2005) |
| ---------------------- | ------------------- |
| Малага                 | 573.909             |
| Марбеља                | 124.333             |
| Велез-Малага           | 64.919              |
| Фуенхирола             | 62.915              |
| Михас                  | 56.838              |
| Торемолинос            | 55.479              |
| Естепона               | 54.709              |
| Беналмадена            | 45.686              |
| Антекера               | 43.206              |
| Ронда                  | 35.512              |
| Ринкон де ла Викторија | 31.996              |
| Алаурин де ла Торе     | 28.509              |
| Коин                   | 20.116              |
| Алаурин ел Гранде      | 20.074              |
| Нерха                  | 19.496              |
| Картама                | 16.692              |
| Торокс                 | 14.915              |
| Алора                  | 13.204              |